# Carmen Mayan Oliver Lara
Carmen Mayan Oliver Lara (Cuautitlán Izcalli, 11 de julio de 1993) es una pentatleta mexicana y cabo del Ejército Mexicano. Fue clasificada a los Juegos Olímpicos de Tokio 2020 en pentatlón moderno.

## Biografía
Carmen Mayan Oliver Lara nació el 11 de julio de 1993, en Cuautitlán Izcalli, en el Estado de México.

### Estudios
Oliver Lara estudió la licenciatura en enfermería en la Facultad de Estudios Superiores Iztacala de la Universidad Nacional Autónoma de México.

### Carrera deportiva
Desde los 9 años comenzó a practicar deportes, por una recomendación médica, pues un pediatra dijo que tenía una estatura baja.

## Logros deportivos
Dentro de su participación en los Juegos Centroamericanos y del Caribe 2018 en Barranquilla obtuvo dos medallas de oro.
Oliver Lara logró el mejor resultado en México dentro de la rama femenil de Pentatlón Moderno, cuando logró el octavo lugar en el Campeonato Mundial de Pentatlón Moderno.
En 2018 fue elegida como Premio Estatal del Deporte en el Estado de México, recibiendo el premio de manos del gobernador Alfredo del Mazo Maza.
En junio de 2021 logró el pase a los Juegos Olímpicos de Tokio por parte del Comité Olímpico Mexicano, al obtener el lugar 15 de relevo mixto durante el Campeonato Mundial de Pentatlón Moderno de 2021. Estos serían sus primeros Juego Olímpicos.